# Phenacomys intermedius
Phenacomys intermedius är en däggdjursart som beskrevs av Clinton Hart Merriam 1889. Phenacomys intermedius ingår i släktet Phenacomys och familjen hamsterartade gnagare. IUCN kategoriserar arten globalt som livskraftig. Inga underarter finns listade i Catalogue of Life.
Denna sork har allmänt samma storlek som Microtus montanus som förekommer i samma region. Den blir med svans 130 till 153 mm lång och väger cirka 40 g. Kännetecknande för Phenacomys intermedius är den korta svansen som är kortare än 42 mm (ibland bara 26 mm). Pälsen har på ovansidan en grå- till brunaktig färg, ibland mera gulaktig. På undersidan förekommer ljusgrå till vit päls. Framtassarnas sulor är delvis täckt med hår. På den första molaren i underkäken förekommer trekantiga knölar som varierar mellan tre och sju i antal.
Arten förekommer med flera från varandra skilda populationer i västra Kanada och västra USA. Den lever vanligen i regioner som ligger 750 till 3000 meter över havet. Habitatet varierar mellan öppna skogar med hed eller buskar som undervegetation, långsträckta buskskogar vid skogens kanter, fuktiga ängar och alpin tundra.
Individerna skapar bon under marken eller under snötäcket. Under den kalla årstiden och under fortplantningstiden lever en familj i boet. Annars lever varje individ ensam. Phenacomys intermedius har under varma månader frön, bär och gröna växtdelar som föda. Den byter till bark och knopp under vintern.
Honor har en eller sällan två (äldre honor) kullar mellan juni och september. Dräktigheten varar 19 till 24 dagar och sedan föds 3 till 4 eller upp till 6 ungar per kull. I bergstrakternas höga delar är fortplantningstiden kortare.